# Porträtt av Margareta van Eyck
Porträtt av Margareta van Eyck (nederländska: Portret van Margareta van Eyck) är en oljemålning av den flamländske konstnären Jan van Eyck. Den är daterad 1439 och utställd på Groeningemuseum i Brygge. 
Porträttet är en av Jan van Eycks sista målningar (han dog 1441) och föreställer konstnärens maka, Margareta van Eyck. Det är ett av de tidigaste kända hustruporträtten. Ramen är ursprunglig och på den finns en inskription som lyder "min make Johannes färdigställde mig 17 juni 1439" och "min ålder var då 33 år". Denna märklighet, meningar som är skrivna som citat från den porträtterade, förekommer även i Jan Van Eycks Porträtt av guldsmeden Jan de Leeuw (cirka 1436, Kunsthistorisches Museum) och det förmodade självporträttet på National Gallery. På ramen står även "ALS ICH KAN", en fras som förekommer på flera av van Eycks målningar och som möjligen ska uppfattas som konstnärens motto, eller bara en ordlek på hans namn ("ich" i stället för "Eyck").  
En annan ovanlighet med porträttet är det oproportionerligt stora huvudet i förhållande till övrig kropp vilket tydligt märks om man jämför med avståndet mellan haka och midja. Margareta är vänd mot ljuskällan, ett fönster som reflekteras i hennes ögon, och möter betraktarens blick. Håret är uppsatt i en moderiktig uppsättning som påminner om två horn och som hålls ihop av ett hårnät och en vit huvudduk. Hon bär en röd ekorrpälsfodrad kappa som är knuten högt med en brett skärp. Hon har lagt händerna över varandra och på höger hand bär hon en ring.

## Andra porträtt av Jan van Eyck

Jan Van Eyck, Porträtt av en man (självporträtt?) (1433), National Gallery.
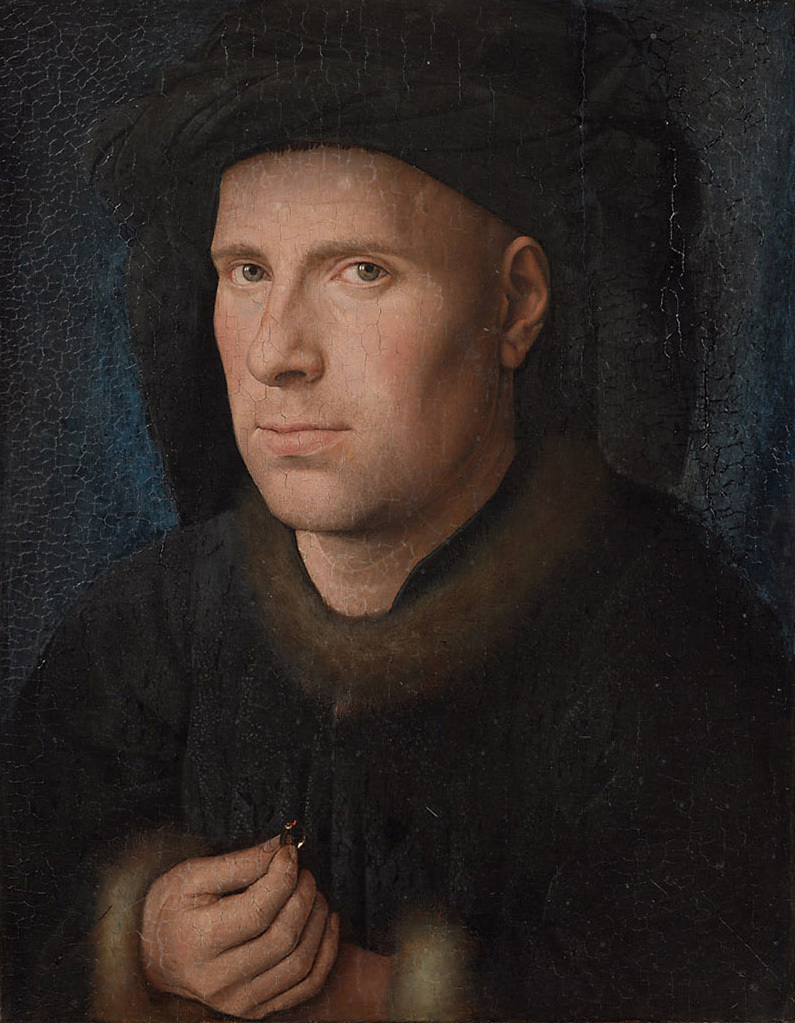
Jan Van Eyck, Porträtt av guldsmeden Jan de Leeuw (1436), Kunsthistorisches Museum.